# Лесное (Есенкольский сельский округ)
Лесное (каз. Лесной) — село в Карабалыкском районе Костанайской области Казахстана. Административный центр Есенкольского сельского округа. Находится примерно в 32 км к юго-западу от районного центра, посёлка Карабалык. Код КАТО — 395039100.

## Население
В 1999 году население села составляло 1036 человек (492 мужчины и 544 женщины). По данным переписи 2009 года, в селе проживал 791 человек (382 мужчины и 409 женщин).